# شنوایی‌سنجی محاسباتی
شنوایی‌شناسی محاسباتی (Computational audiology) شاخه‌ای از شنوایی‌شناسی است که از تکنیک‌های ریاضیات و علوم رایانه برای بهبود درمان‌های بالینی و درک علمی دستگاه شنوایی استفاده می‌کند. شنوایی‌شناسی محاسباتی ارتباط نزدیکی با پزشکی محاسباتی دارد که از مدل‌های کمی برای توسعه روش‌های بهبودیافته برای تشخیص و درمان عمومی بیماری‌ها بهره می‌برد.

## مرور کلی
در تضاد با روش‌های سنتی در شنوایی‌شناسی و تحقیقات علوم شنوایی، شنوایی‌شناسی محاسباتی بر مدل‌سازی پیش‌بینی‌کننده و تحلیل‌های مقیاس بزرگ ("کلان‌داده") به جای آمار استنباطی و آزمون فرضیه در گروه‌های کوچک تأکید دارد. هدف شنوایی‌شناسی محاسباتی، انتقال پیشرفت‌های علوم شنوایی، علوم داده، فناوری اطلاعات و یادگیری ماشین به مراقبت‌های بالینی شنوایی‌شناسی است. پژوهش برای درک عملکرد شنوایی و پردازش شنوایی در انسان‌ها و همچنین گونه‌های جانوری مرتبط، نمایانگر کارهای قابل انتقال (translatable) است که از این هدف پشتیبانی می‌کند. تحقیق و توسعه برای پیاده‌سازی تشخیص‌ها و درمان‌های مؤثرتر، نمایانگر کارهای انتقالی (translational) است که این هدف را حمایت می‌کند.
برای افرادی که مشکلات شنوایی، وزوز گوش، بیش‌شنوایی یا مشکلات تعادلی دارند، این پیشرفت‌ها ممکن است به تشخیص‌های دقیق‌تر، درمان‌های نوین و گزینه‌های توانبخشی پیشرفته از جمله پروتزهای هوشمند و اپلیکیشن‌های e-Health/mHealth منجر شود. برای ارائه‌دهندگان مراقبت، این رشته می‌تواند دانش و ابزارهای کاربردی برای خودکارسازی بخشی از مسیر بالینی فراهم کند.
این رشته میان‌رشته‌ای است و شامل مبانی در شنوایی‌شناسی، عصب‌شناسی شنوایی، علوم رایانه، علوم داده، یادگیری ماشین، روان‌شناسی، پردازش سیگنال، پردازش زبان طبیعی، گوش‌شناسی و دهلیزشناسی (vestibulology) می‌شود.

## کاربردها
در شنوایی‌شناسی محاسباتی، مدل‌ها و الگوریتم‌ها برای درک اصولی که بر دستگاه شنوایی حاکم است، غربالگری کم‌شنوایی، تشخیص اختلالات شنوایی، ارائه توانبخشی و تولید شبیه‌سازی برای آموزش بیماران و موارد دیگر استفاده می‌شوند.

### مدل‌های محاسباتی شنوایی، گفتار و درک شنوایی
دهه‌هاست که مدل‌های (محاسباتی) پدیدارشناختی و بیوفیزیکی برای شبیه‌سازی ویژگی‌های دستگاه شنوایی انسان توسعه یافته‌اند. نمونه‌ها شامل مدل‌هایی از ویژگی‌های مکانیکی غشای پایه، حلزون گوش تحریک‌شده با الکتریسیته، مکانیک گوش میانی، هدایت استخوانی، و مسیر شنوایی مرکزی می‌شود. سارمی و همکاران (۲۰۱۶) ۷ مدل معاصر از جمله فیلتربانک‌های موازی، فیلتربانک‌های آبشاری، خطوط انتقال و مدل‌های بیوفیزیکی را مقایسه کردند. اخیراً، شبکه‌های عصبی پیچشی (CNNs) ساخته و آموزش داده شده‌اند که می‌توانند عملکرد شنوایی انسان یا مکانیک پیچیده حلزون گوش را با دقت بالا تکرار کنند. اگرچه معماری CNNها از اتصالات شبکه‌های عصبی بیولوژیکی الهام گرفته شده است، اما با سازماندهی طبیعی دستگاه شنوایی متفاوت است.

### سلامت الکترونیک / سلامت همراه (مراقبت‌های شنوایی متصل، خدمات بی‌سیم و مبتنی بر اینترنت)
آزمون‌های آنلاین شنوایی‌سنجی (یا غربالگری) آستانه تون خالص، اندازه‌گیری‌های الکتروفیزیولوژیک مانند گسیل‌های صوتی اعوجاجی گوش (DPOAEs) و آزمون‌های غربالگری گفتار در نویز به‌طور فزاینده‌ای به عنوان ابزارهایی برای ارتقاء آگاهی و امکان شناسایی دقیق و زودهنگام کم‌شنوایی در سنین مختلف، نظارت بر اثرات سمیت گوشی و/یا نویز، و راهنمایی تصمیم‌گیری‌های مراقبتی گوش و شنوایی و ارائه پشتیبانی به پزشکان در دسترس قرار می‌گیرند. آزمون‌های مبتنی بر گوشی هوشمند برای تشخیص مایع گوش میانی با استفاده از بازتاب‌سنجی صوتی و یادگیری ماشین پیشنهاد شده‌اند. همچنین ابزارهای جانبی گوشی هوشمند برای انجام تمپانومتری جهت ارزیابی صوتی پرده گوش گوش میانی طراحی شده‌اند. هدفون‌های ارزان‌قیمت متصل به گوشی‌های هوشمند نیز برای کمک به تشخیص گسیل‌های صوتی ضعیف گوش از حلزون و انجام غربالگری شنوایی نوزادان به صورت نمونه اولیه ساخته شده‌اند.

### کلان‌داده و هوش مصنوعی در شنوایی‌شناسی و مراقبت‌های بهداشتی شنوایی
جمع‌آوری تعداد زیاد شنوایی‌نگاره (ادیوگرام) (مثلاً از پایگاه‌های داده NIOSH یا NHANES) به پژوهشگران فرصت می‌دهد تا الگوهای وضعیت شنوایی در جمعیت را بیابند یا سیستم‌های AI را برای طبقه‌بندی شنوایی‌نگاره‌ها آموزش دهند. یادگیری ماشین می‌تواند برای پیش‌بینی رابطه بین عوامل متعدد استفاده شود، به عنوان مثال پیش‌بینی افسردگی بر اساس کم‌شنوایی خودگزارش‌شده یا رابطه بین پروفایل ژنتیکی و کم‌شنوایی خودگزارش‌شده. سمعک‌ها و دستگاه‌های پوشیدنی این امکان را فراهم می‌کنند که محیط صوتی کاربر را نظارت کرده یا الگوهای استفاده را ثبت کنند که می‌توان از آن‌ها برای توصیه خودکار تنظیماتی که انتظار می‌رود برای کاربر مفید باشد، استفاده کرد.

### رویکردهای محاسباتی برای بهبود دستگاه‌های شنوایی و ایمپلنت‌های شنوایی
روش‌های بهبود توانبخشی توسط ایمپلنت‌های شنوایی شامل بهبود درک موسیقی، مدل‌های رابط الکترود-عصب، و یک دستیار تنظیم کاشت حلزون مبتنی بر هوش مصنوعی می‌شود.

### تحقیقات مبتنی بر داده در مورد کم‌شنوایی و وزوز گوش
نظرسنجی‌های آنلاین پردازش‌شده با طبقه‌بندی مبتنی بر ML برای تشخیص وزوز گوش حسی-پیکری (somatosensory tinnitus) استفاده شده است. تکنیک‌های خودکار پردازش زبان طبیعی (NLP)، از جمله یادگیری ماشین بدون نظارت و با نظارت، برای تحلیل پست‌های اجتماعی در مورد وزوز گوش و تحلیل ناهمگونی علائم آن به کار رفته است.

### تشخیص مشکلات شنوایی، آکوستیک برای تسهیل شنوایی
یادگیری ماشین در شنوایی‌سنجی به کار رفته است تا ابزارهای تخمین انعطاف‌پذیر و کارآمدی ایجاد کند که برای تعیین پروفایل شنوایی فردی به زمان تست طولانی نیاز ندارند. به‌طور مشابه، نسخه‌های مبتنی بر یادگیری ماشین از سایر آزمون‌های شنوایی، از جمله تعیین نواحی مرده در حلزون گوش یا منحنی‌های هم‌بلندی، ایجاد شده‌اند.

### پژوهش الکترونیک (آزمایش از راه دور، آزمایش‌های آنلاین، ابزارها و چارچوب‌های جدید)
نمونه‌هایی از ابزارهای پژوهش الکترونیک شامل ویکی آزمون از راه دور (Remote Testing Wiki), آزمون سریع خودکار قابل حمل (PART)، ارزیابی لحظه‌ای بوم‌شناختی (EMA) و صداسنج NIOSH است. تعدادی از ابزارها را می‌توان به صورت آنلاین یافت.

## نرم‌افزارها و ابزارها
نرم‌افزارها و مجموعه داده‌های بزرگ برای توسعه و پذیرش شنوایی‌شناسی محاسباتی مهم هستند. همانند بسیاری از زمینه‌های محاسبات علمی، بخش بزرگی از حوزه شنوایی‌شناسی محاسباتی به‌طور حیاتی به نرم‌افزار متن‌باز و نگهداری، توسعه و پیشرفت مداوم آن وابسته است.

## زمینه‌های مرتبط
زیست‌شناسی محاسباتی، پزشکی محاسباتی، و آسیب‌شناسی محاسباتی همگی رویکردهای میان‌رشته‌ای به علوم زیستی هستند که از رشته‌های کمی مانند ریاضیات و علوم اطلاعات بهره می‌برند.